# Манискалко, Себастьян
Себастьян Манискалко (англ. Sebastian Maniscalco; род. 8 июля 1973, Арлингтон-Хайтс, Иллинойс, США) — американский комик и актёр.

## Биография
Манискалко родился в пригороде города Арлингтон-Хайтс, Иллинойс, его родители были итальянскими иммигрантами. После переезда в Лос-Анджелес в 1998 году Себастьян начал свою карьеру, выступая в открытых микрофонах и в барах, попутно работая официантом в отеле Four Reasons в Беверли-Хиллз. В 2005 году Себастьян Манискалко стал выступать в Comedy Store в Западном Голливуде.
Себастьян Манискалко был ведущим Церемонии MTV Video Music Awards 2019.

## Личная жизнь
В августе 2013 года Себастьян Манискалко женился на Лане Гомес. У пары есть двое детей Серафина (род. май 2017) и Карусо (род. июнь 2019).

## Фильмография
| Год  |     | Русское название          | Оригинальное название          | Роль                         |
| ---- | --- | ------------------------- | ------------------------------ | ---------------------------- |
| 2004 | с   | Настоящие дикари          | Complete Savages               | менеджер танцевального клуба |
| 2009 | с   | Очень смешное шоу         | The Very Funny Show            | н/д                          |
| 2011 | кор | —                         | Pro-Semitism: Law              | н/д                          |
| 2016 | тф  | —                         | Sebastian Says                 | Себастиан                    |
| 2017 | ф   | Дом                       | The House                      | стендап-комик                |
| 2017 | мф  | Реальная белка 2          | The Nut Job 2: Nutty by Nature | Джонни                       |
| 2018 | ф   | Круиз                     | Cruise                         | Динардо                      |
| 2018 | ф   | Ты водишь!                | Tag                            | пастор                       |
| 2018 | ф   | Зелёная книга             | Green Book                     | Джонни Венере                |
| 2019 | ф   | Ирландец                  | The Irishman                   | Джозеф «Безумный Джо» Галло  |
| 2023 | ф   | Уикенд с батей            | About My Father                | Себастьян                    |
| 2023 | мф  | Братья Супер Марио в кино | The Super Mario Bros. Movie    | Спайк                        |